# Ichneumenoptera
Ichneumenoptera é um gênero de traça pertencente à família Brachodidae.